# Gille Míchéil de Fife
Gille Míchéil de Fife, (mort avant juillet 1136) est le second personnage historiquement attesté à avoir été mormaer de Fife vers 1130 à 1133.
Gille Míchéil apparaît concurremment avec Constantin de Fife dès 1126 puis seul avec le titre de « comes » lors d'une charte en faveur de l'abbaye de Holyrood . À sa mort, sa succession est assurée par Donnchad le fils putatif de son parent et prédécesseur Constantin. Gille Míchéil laisse au moins un fils nommé Eoghin ou Aed (c'est-à-dire Hughes). À la mort de Donnchad Ier, Aed veut lui succéder, selon l'usage celtique de la tanistrie mais le système féodal de  primogéniture s'était imposé pour les fiefs pendant le règne du roi David Ier et c'est le fils et homonyme de Donnchad, Donnchad II et non celui de  Gille Míchéil qui devient le mormaer de Fife suivant.
Aed, semble avoir cependant conservé la tête du Clann Duib, au moins pendant la minorité de Donnchad II, il devient certainement également abbé laïc d'Abernethy, une fonction dont son fils Orm MacDuff d'Abernethy, hérite ensuite. Il laisse au moins deux autres fils Eochin et Duncan Beg MacDuff. Sa lignée se poursuit ensuite avec les seigneurs d'Abernethy (en) dont la dernière héritière Marguerite, épousera John Stuart de Bonkyl comte d'Angus.

## Source de la traduction
- (en) Cet article est partiellement ou en totalité issu de l’article de Wikipédia en anglais intitulé « Gille Míchéil, Earl of Fife » (voir la liste des auteurs).